# EVA-ADAM
EVA-ADAM (zkratka z Einzelrohr Versuchsanlage – Anlage für dreistugigen adiabaten metanisierung) byl německý projekt dálkového přenosu tepla, vázaného ve formě chemické energie. Byl vyvíjen v 70. letech 20. století pro potřeby jaderné energetiky. Měl umožnit přenos tepla až do vzdáleností kolem 100 km s minimálními ztrátami a vysokou teplotou na výstupu. Po roce 1980 byl postaven ověřovací projekt přenosové soustavy o výkonu 10 MW.
Princip přenosu spočívá v tepelné přeměně směsi methanu a vodní páry na směs vodíku a oxidu uhličitého, resp. uhelnatého. Druhá směs má výrazně vyšší obsah chemické energie. Vzniklý plyn lze dopravit do místa spotřeby. Tam je zpět přeměněn na methan a vodu za uvolnění tepla (o teplotě až 600 °C, což umožňuje například výrobu páry o teplotě kolem 450 °C). Vzniklý methan je pak veden zpět, čímž se cyklus uzavře.
Systém mělo být možné použít i pro akumulaci energie. Podmínkou k širokému praktickému využití byl však vývoj vysokoteplotních jaderných reaktorů. Pokusný reaktor s požadovanými parametry byl sice postaven, ale další vývoj se zastavil.